# Ferreiros (Baralla)
Ferreiros (llamada oficialmente San Pedro de Ferreiros) es una parroquia y una aldea española del municipio de Baralla, en la provincia de Lugo, Galicia.

## Organización territorial
La parroquia está formada por dos entidades de población:
- A Calvela
- Ferreiros

## Demografía

### Parroquia
| Gráfica de evolución demográfica de Ferreiros (parroquia) entre 2000 y 2019 |
|                                                                             |
| Datos según el nomenclátor publicado por el INE.                            |

### Aldea
| Gráfica de evolución demográfica de Ferreiros (aldea) entre 2000 y 2019 |
|                                                                         |
| Datos según el nomenclátor publicado por el INE.                        |